# 格拉蒙 (塔恩-加龙省)
格拉蒙（法語：Gramont，法語發音：[ɡʁamɔ̃]）是法国奧克西塔尼大區塔恩-加龙省的一个市镇，属于卡斯泰尔萨拉桑区。

## 地理
格拉蒙（43°56'13"N, 0°46'2"E）面积13.58 平方千米，位于法国奧克西塔尼大區塔恩-加龙省，该省份为法国西南部内陆省份，北起顺时针与洛特省、阿韦龙省、塔恩省、上加龙省、热尔省和洛特-加龙省接壤。
与格拉蒙接壤的市镇（或旧市镇、城区）包括：利勒布宗、米拉杜、普略、圣克雷阿克、马尔萨克。

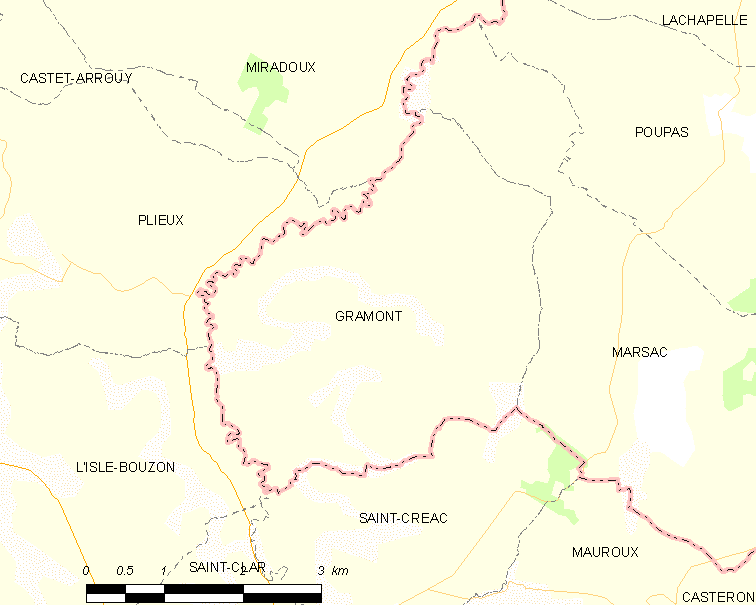
的OSM定位图

格拉蒙的时区为UTC+01:00、UTC+02:00（夏令时）。

## 行政
格拉蒙的邮政编码为82120，INSEE市镇编码为82074。

## 政治
格拉蒙所属的省级选区为加龙-洛马涅-布吕尤瓦县。

## 人口

1962-2008年间人口变化图示

格拉蒙于2022年1月1日时的人口数量为132人。